# Селчіїле
Селчіїле (рум. Sălciile) — комуна у повіті Прахова в Румунії. До складу комуни входить єдине село Селчіїле.
Комуна розташована на відстані 52 км на північний схід від Бухареста, 38 км на схід від Плоєшті, 138 км на південний захід від Галаца, 116 км на південний схід від Брашова.

## Населення
За даними перепису населення 2002 року у комуні проживали 2324 особи.
Національний склад населення комуни:
| Національність | Кількість осіб | Відсоток |
| -------------- | -------------- | -------- |
| румуни         | 2322           | 99,9%    |
| угорці         | 2              | 0,1%     |

Рідною мовою назвали:
| Мова      | Кількість осіб | Відсоток |
| --------- | -------------- | -------- |
| румунська | 2322           | 99,9%    |
| угорська  | 2              | 0,1%     |

Склад населення комуни за віросповіданням:
| Релігія       | Кількість осіб | Відсоток |
| ------------- | -------------- | -------- |
| православні   | 2318           | 99,7%    |
| бретрени      | 5              | 0,2%     |
| римо-католики | 1              | < 0,1%   |

## Зовнішні посилання
- Дані про комуну Селчіїле на сайті Ghidul Primăriilor